# Банк24.ру
ОАО «Банк24.ру» — коммерческий банк, существовавший в России с 1992 по 2014 год.

## История
Банк был основан в 1992 году под именем «Уралконтактбанк». В июне 2003 года к управлению пришли новые собственники, и в результате проведённого ребрендинга название сменилось на «Банк24.ру». В конце 2008 года «Банк24.ру» вошёл в состав финансовой группы «Лайф».

### Дело Банка24.ру
В 2004 году экс председатель правления «Банка24.ру» Александр Белых передал 20 % акций банка в оперативное управление экс-лидеру ОПС «Уралмаш» Александру Хабарову, который выступил в СМИ с критикой в адрес руководства банка.
По данному факту прокуратура Свердловской области в декабре 2004 возбудила уголовное дело в отношении депутатов Екатеринбургской думы Александра Хабарова, Александра Вараксина и банкира Александра Белых, по статье 179 УК РФ «Принуждение к совершению сделки или отказу от неё», получившее название «Дело Банка24.ру».
По данным следствия, чтобы вернуть акции, Сергею Лапшину, председателю совета директоров ОАО «Банк24.ру», пришлось передать президенту ЗАО «Бизнес-клуб „Глобус“» Александру Вараксину, в интересах которого действовал Александр Хабаров, 19,66 % акций ОАО «Стройпластполимер» (завод по выпуску стройматериалов) за 29 тысяч рублей.

### События 2008 года
Согласно информации, опубликованной на официальном сайте ИАА «УрБК» 29 октября 2008 года, «один из небольших екатеринбургских банков, оказавшихся в центре кризисной ситуации, может заявить о своем банкротстве». Как сообщалось, с 20 октября 2008 года банк фактически перестал осуществлять финансовые операции по вкладам. Руководство банка объяснило, что финансовые трудности возникли в связи с массовым оттоком денежных средств, внесённых физическими и юридическими лицами. По мнению руководства, такой отток явился результатом «информационной атаки, осуществлённой против банка сообщениями на интернет-форумах и при помощи SMS и ICQ». Ввиду недостатка средств в ноябре 2008 года, «Банк24.ру» обратился в Банк России и Агентство по страхованию вкладов с просьбой оказать финансовую помощь.
По мнению Банка России, «Банк24.ру» было разумнее спасать, чем банкротить.
10 декабря 2008 года на информационном портале «БанкСПБ» было заявлено, что 4 декабря 2008 года было «подписано генеральное соглашение между Агентством по страхованию вкладов (АСВ), Пробизнесбанком и Банком24.ру (г. Екатеринбург) о финансовом оздоровлении последнего, утверждён план антикризисных мероприятий». При этом, уже в январе 2009 года покупка «Банк24.ру» Пробизнесбанком отрицательно сказалась на репутации последнего: его рейтинг был снижен со стабильного до негативного.

### Инцидент с рассылкой SMS-сообщений
В сентябре 2009 года «Банк24.ру» признали нарушителем антимонопольного законодательства и оштрафовали на 70 тыс. рублей за рассылку рекламных SMS-сообщений клиентам банка без их согласия.

### Об отзыве лицензии на осуществление банковских операций и назначении временной администрации
Приказом Банка России от 16 сентября 2014 года № ОД-2521 у банка была отозвана лицензия на осуществление банковских операций.
Причина отзыва лицензии была несколько необычной, так как банк находился в хорошем финансовом состоянии, что показала его дальнейшая ликвидация с погашением 100 % обязательств. Основной причиной отзыва лицензии был слабый контроль банка за уклонением клиентов от налогов и в частности масштабное обналичивание денежных средств.

### Ликвидация банка со 100 % выплатами юридическим лицам
В отличие от традиционной для банковской отрасли России ситуации, когда банк после отзыва лицензии банкротится, физические лица получают возмещение в АСВ, а юридические лица теряют существенную часть своих средств, Банк24.ру пошёл по пути не банкротства, а ликвидации. Ликвидация подразумевает 100 % расчёт со всеми кредиторами. Банк смог произвести выплату 100 % средств всем своим клиентам и ликвидировался. IT-сервисы банка были выкуплены финансовой группой Открытие, которая на базе IT-систем Банк24.ру создала Банк «Точка». Другой дочкой банка стал сервис аутсорсинга бухгалтерии «Кнопка».